# George L. Walton
George L. Walton war ein US-amerikanischer Politiker. Zwischen 1881 und 1884 war er kommissarischer Vizegouverneur des Bundesstaates Louisiana.

## Werdegang
Die Lebensdaten von George Walton sind nicht überliefert. Zwischen 1864 und 1865 diente er in der Endphase des Bürgerkrieges in einer Infanterieeinheit aus Louisiana. Politisch gehörte er zunächst der Demokratischen Partei an. Zwischen 1880 und 1884 saß er im Senat von Louisiana. Zu dieser Zeit lebte er im Concordia Parish.
Nach dem Tod von Gouverneur Louis A. Wiltz übernahm dessen Stellvertreter Samuel D. McEnery sein Amt. Entsprechend der Staatsverfassung rückte nun der President Pro Tempore des Staatssenats, W. A. Robertson, zum kommissarischen Vizegouverneur auf. Dieses Amt bekleidete er zwischen dem 16. Oktober und dem 24. Dezember 1881. Dabei war er Stellvertreter des Gouverneurs und offizieller Vorsitzender des Staatssenats. Da er am 24. Dezember den Posten des President Pro Tempore verlor, musste er auch das Amt des Vizegouverneurs aufgeben. An diesem Tag wurde George Walton zum neuen President Pro Tempore des Staatssenats gewählt. Damit fiel ihm auch die Funktion des kommissarischen Vizegouverneurs zu, die er bis zum Ende der Amtszeit im Jahr 1884 ausübte.
1884 wechselte Walton zur Republikanischen Partei. Er unterstützte den dann erfolglosen Präsidentschaftswahlkampf des Republikaners James G. Blaine. Dann bewarb er sich erfolglos für ein Mandat im US-Repräsentantenhaus. Danach verliert sich seine Spur wieder.